# 阿萊克斯·蓋斯巴赫
阿萊克斯·蓋斯巴赫（英語：Alexander Joseph "Alex" Gersbach；1997年5月8日—）是一位澳大利亞職業足球選手，在場上的位置是左後衛。他現在效力於挪威足球超級聯賽球隊洛辛堡BK，並且也代表澳大利亞國家足球隊參賽。他在2016年首次代表澳大利亞國家隊參賽，之前已經數次代表澳大利亞國青隊參加國際比賽。

## 外部連結
- Soccerway資料庫：阿萊克斯·蓋斯巴赫
- Alex Gersbach－UEFA國際賽競賽紀錄